# Assab Stadium
Assab Stadium – wielofunkcyjny stadion w mieście Asab w Erytrei, na którym rozgrywane są głównie mecze piłkarskie. Swoje mecze rozgrywa na nim drużyna piłkarska Assab FC. Stadion może pomieścić 1000 widzów.